# Maria Viktoria Pauline von Arenberg
Maria Viktoria Pauline von Arenberg (* 26. Oktober 1714 in Brüssel; † 13. April 1793 in Straßburg) war die Ehefrau des Markgrafen August Georg Simpert von Baden.

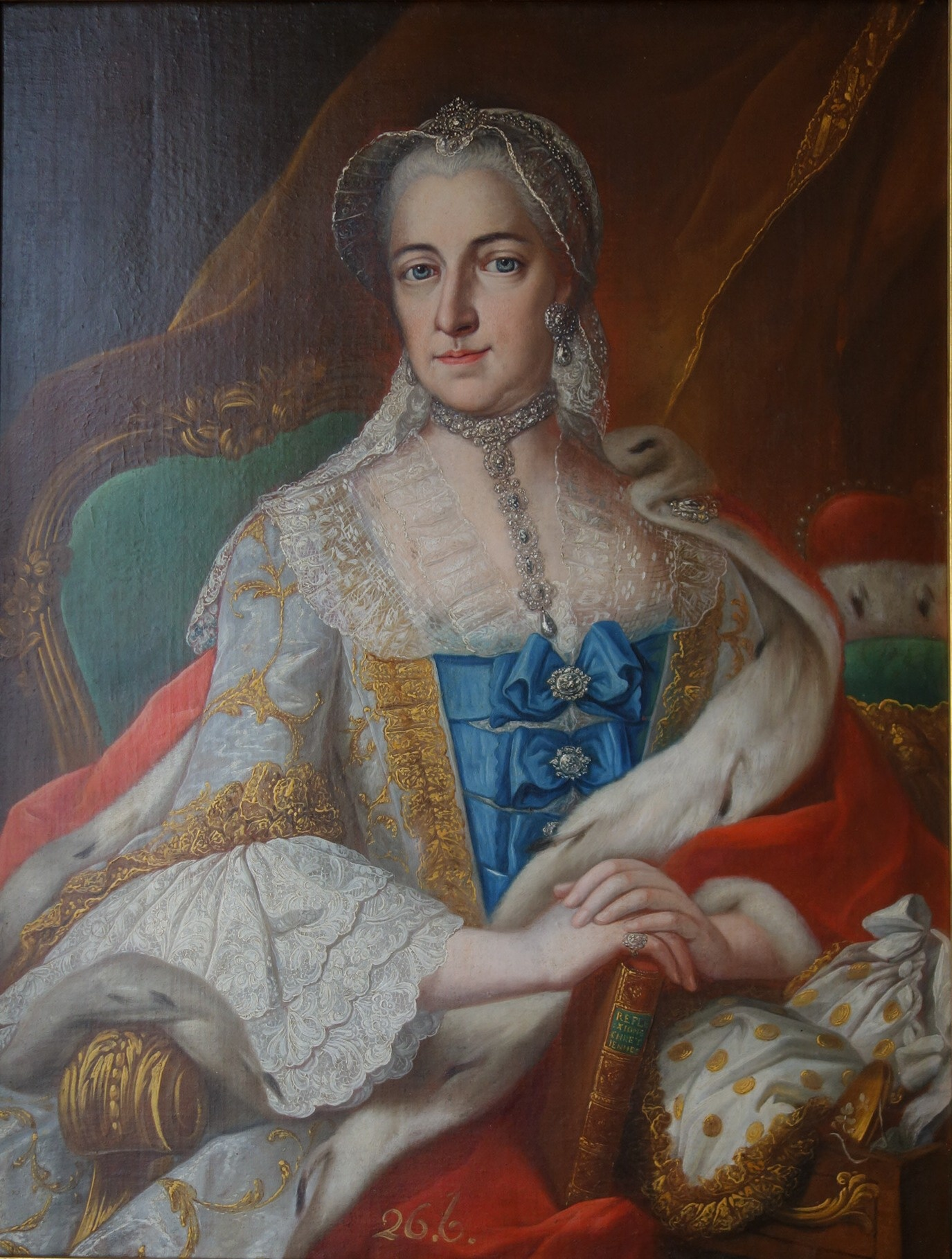
Maria Viktoria Pauline von Arenberg

## Leben
Maria Viktoria Pauline von Arenberg, Tochter des Herzogs Leopold von Arenberg, wurde eine streng katholische Erziehung zuteil. Sie wurde vor allem in künstlerischen und musischen Dingen unterrichtet. Am 7. Dezember 1735 heiratete sie den Markgrafen August Georg Simpert von Baden. Aus der Ehe sind keine erwachsene Kinder verblieben, so dass die markgräfliche Linie Baden-Baden erlosch und sich wieder mit der Linie Baden-Durlach vereinte.
Ihr großes Vermögen verwandte sie zu gemeinnützigen Stiftungen, hauptsächlich im Interesse der katholischen Kirche. Sie war eine Jugendfreundin der Kaiserin Maria Theresia.
Maria Viktoria Pauline von Arenberg widmete sich der Fürsorge für Kinder und der katholischen Erziehung der weiblichen Jugend. Sie ließ ein Frauenkloster erbauen und berief aus Alt-Breisach Augustinerchorfrauen zur Unterrichtung nach Rastatt. Im Jahre 1767 vermachte sie einen Großteil ihres Vermögens einer Stiftung zum Erhalt der Schule über ihren Tod hinaus.
1774 verlegte Maria Viktoria Pauline ihren Wohnsitz von Baden-Baden nach Ottersweier, um dort im ehemaligen Residenzhaus der Jesuiten eine Klosterschule einzurichten. In der Klosterschule lernten junge Mädchen alle notwendigen Fähigkeiten, die sie als zukünftige Mütter und Erzieherinnen benötigten.
Im Jahre 1877 wurde im Rahmen der Reform des Schulsystems das Rastatter weibliche Lehr- und Erziehungsinstitut aufgelöst und dem öffentlichen Volksunterricht der katholischen weiblichen Jugend übergeben. Die Chorfrauen übersiedelten nach Goldenstein bei Salzburg und die Stiftung der Markgräfin wurde verweltlicht.

## Allianzwappen
Das Rot in Gold aus Sandstein gefasste Allianzwappen August Georgs und Maria Viktorias befand sich ursprünglich über dem Portal der Kapelle des Frauenklosters, das die Markgräfin für die katholische Mädchenschule 1767 stiftete.